# Цзиньши
Цзиньши́ (кит. упр. 津市, пиньинь Jīnshì, палл. торжище у брода) — городской уезд городского округа Чандэ провинции Хунань (КНР). 

## История
Во времена империи Мин в 1514 года у брода через реку Лишуй был основан посёлок Цзиньши (津市镇). Удачное положение на перекрёстке торговых маршрутов привело к тому, что в последующие века он сильно разросся; в административном плане эти места входили в состав уезда Лисянь.
После образования КНР в 1949 году был создан Специальный район Чанфэн (常沣专区), и уезд Лисянь вошёл в его состав. 29 августа 1950 года Специальный район Чанфэн был переименован в Специальный район Чандэ (常德专区). 19 октября 1950 года урбанизированная часть уезда Лисянь была выделена в город Цзиньши. В 1953 году город Цзиньши стал городом провинциального подчинения, но в 1961 году вернулся в состав специального района. 20 мая 1963 года город Цзиньши был опять присоединён к уезду Лисянь. В 1970 году Специальный район Чандэ был переименован в Округ Чандэ (常德地区).
19 декабря 1979 года городской уезд Цзиньши был вновь выделен из уезда Лисянь.
Постановлением Госсовета КНР от 23 января 1988 года округ Чандэ был преобразован в городской округ.

## Административное деление
Городской уезд делится на 5 уличных комитетов и 4 посёлка.